# Conservatieve behandeling
Conservatieve behandeling betekent in de geneeskunde dat bij een therapie niet wordt geopereerd. Soms is van een operatie niet veel te verwachten, soms heeft de patiënt bijkomende ziekten of aandoeningen die een operatie te gevaarlijk maken. De patiënt wordt dan medicamenteus behandeld of door middel van bijvoorbeeld fysiotherapie.
Ook kan er gekozen worden voor een afwachtend beleid. Als al deze methoden geen oplossing bieden kan men kiezen voor symptomatische behandeling zoals pijnbestrijding.